# Yann Galut
Yann Galut, né le 14 mars 1966 à Antony en France, est un avocat et homme politique français. Membre du Parti socialiste de 1987 à 2021, il est élu député de 1997 à 2002 et de 2012 à 2017, ainsi que conseiller général du Cher depuis 2008. Il est élu maire de Bourges en 2020.
À l'Assemblée nationale, il intervient dans les questions de défense et de fiscalité, notamment la fraude fiscale et la délinquance financière. D'abord situé à « l'aile gauche » du PS, en raison de ses engagements associatifs, syndicaux et altermondialistes, il est ensuite considéré comme un social-démocrate en raison de son soutien actif à la politique du Président de la République François Hollande. Il est cofondateur du collectif de parlementaires La Gauche Forte et du courant Cohérence socialiste renommé en La Fabrique socialiste en 2015. Il quitte le Parti socialiste en 2021.

## Biographie

### Jeunesse et engagement militant
Ses parents se sont installés en 1973 dans le Cher, à Dun-sur-Auron, puis Saint-Amand-Montrond et enfin à Bourges. Encore enfant, il se passionne déjà pour la politique et récupère des affiches et des autocollants de la campagne de François Mitterrand pour l'élection présidentielle de 1974, dans le but de les collectionner. Yann Galut obtient son baccalauréat en 1984 au lycée Marguerite de Navarre à Bourges. Il suit des études de droit à l’université d’Orléans (DEUG) puis celle de Tours. Il obtient un DESS en droit communautaire à l'université de Paris Sceaux. Il est diplômé en 1994 du Centre régional de formation à la profession d’avocat de Paris.
Dès 1981, Yann Galut adhère au Mouvement des jeunes socialistes (MJS) et participe à la campagne présidentielle de 1981 en militant pour l'élection de François Mitterrand. En 1984, alors jeune étudiant, il milite au sein de l'Union nationale des étudiants de France (UNEF), notamment en réaction au projet de loi d’Alain Devaquet, alors ministre de l'Enseignement supérieur et de la Recherche. En octobre 1987, il rejoint SOS Racisme pour lutter contre l’essor du Front national. L'année suivante, il devient permanent de la Fédération indépendante et démocratique lycéenne (FIDL) aux côtés de Carine Seiler, Delphine Batho et Nasser Ramdane.
En 1992, il devient le secrétaire général de la Fédération internationale de SOS Racisme et est alors proche de Julien Dray. Il continue aussi à s’investir au Bureau national de l’UNEF-ID, aux côtés notamment de Pascal Cherki. En 1994, il intègre le Bureau fédéral du Parti socialiste du Cher. L'année suivante, lors des élections municipales, il figure sur la liste d’union de la Gauche menée par le communiste Jean-Claude Sandrier et battue par le candidat RPR Serge Lepeltier. En 1996, il ouvre son premier cabinet d’avocat à Paris. Avocat de SOS Racisme, il défendra en 1996 les étrangers en situation irrégulière de l’église Saint-Bernard, à Paris.

### Premier mandat de député (1997-2002)
En 1997, il est candidat aux élections législatives dans la troisième circonscription du Cher. Le 1er juin 1997, avec 53,88 % des voix, il devance le maire de Bourges de plus de 4 500 voix et devient à 31 ans le plus jeune député de France métropolitaine. Membre de la Commission de la défense nationale et des Forces armées, il s'oppose aux plans de restructuration de GIAT Industries et de la Délégation générale pour l'Armement, aujourd'hui Direction générale de l’armement (DGA). En raison de sa spécialisation dans les questions de défense, il est membre suppléant de la Délégation française à l'Assemblée parlementaire de l'OTAN, durant l'intégralité de son mandat.
Dès 1997, il se fait rappeler à l'ordre par le Premier ministre Lionel Jospin pour avoir qualifié d' « erreur » la fermeture de l'usine Renault de Vilvorde, et avoir déclaré que « nous n'avons pas été élus pour fermer Vilvorde ». Au début de sa carrière politique, Yann Galut a par ailleurs soutenu la cause altermondialiste et en fut l'un des principaux relais au sein de l'Assemblée nationale. Peu après son élection en 1997, il fonde avec Bernard Cassen, président du mouvement altermondialiste ATTAC, un comité ATTAC à l'Assemblée nationale qui comptera près de 120 adhésions dont celles des députés Yves Cochet (Les Verts), Jean-Claude Lefort (PCF), Georges Sarre (MDC) ou encore Chantal Robin-Rodrigo (PRG). Son objectif est de sensibiliser les députés à la nécessité de réguler les marchés financiers et lutter contre la spéculation, dans le but de faire progresser l'idée d'un prélèvement sur les transactions financières et monétaires internationales parmi les parlementaires.
Le 11 avril 2000, à Washington, alors que se tiennent les réunions de la Banque mondiale et du FMI et à l'occasion du dépôt de la première résolution en faveur de la taxe Tobin au Congrès des États-Unis, il lance « l'Appel de Washington » avec Harlem Désir, le démocrate Peter DeFazio (représentant de l'Oregon à la Chambre des Représentants) et le travailliste anglais Glyn Ford (en) (député européen). En 2001 et 2002, il participe aux deux premières éditions du Forum social mondial à Porto Alegre. Ces prises de positions le placent alors au sein de « l'aile gauche » du PS, aux côtés de personnalités comme Vincent Peillon ou Arnaud Montebourg.
Il prend également part aux débats concernant le PACS. Après le 21 avril 2002 et la défaite de la gauche à l'élection présidentielle, Yann Galut perd son siège de député face à Louis Cosyns, maire UMP de Dun-sur-Auron.

### Second mandat de député et de conseiller général
En 2005, il milite aux côtés des partisans du « non » au Traité établissant une Constitution pour l'Europe, dénonçant le caractère néolibéral de la politique économique menée par l'Union européenne. Battu lors des législatives de 2007 par le député sortant, il est élu conseiller général du Cher le 16 mars 2008 dans le canton de Bourges-3, avec 53,80 % des suffrages. Vice-président du Conseil général du Cher, il est rapporteur général du budget et est chargé de l’Éducation et de la Culture. Il a la responsabilité de plusieurs projets, dont la création du pôle médicalisé de l'Auron, l'éco-quartier Baudens à Bourges, le schéma départemental de lecture publique, ou encore la Convention pour la réussite des collégiens. En outre, avec notamment Pierre Marché, directeur de l'ENSI Bourges, il permet la création d'une École de l'Internet à Bourges, laquelle donne naissance à une nouvelle formation d'ingénieurs en Sciences et techniques informatiques au sein de l'ENSI. En mars 2009, il publie son premier livre, Demain sera un autre jour, dans lequel il raconte son parcours politique, analyse l'état de la gauche en France et trace des perspectives pour Bourges et le Cher.
Le 17 juin 2012, au second tour des élections législatives, il est élu député de la 3e circonscription du Cher avec 55,46 % des voix face au député sortant Louis Cosyns, et entame donc un nouveau mandat de député. Membre de la Commission des Lois de l'Assemblée nationale et vice-président du groupe Socialiste, radical et citoyen (SRC), il démissionne de la vice-présidence du Conseil général du Cher afin de ne pas cumuler une fonction exécutive et la fonction législative. En novembre 2012, il propose de taxer à hauteur de 15 % les gains des jeux de hasard d'un montant supérieur à 30 000 euros, jusqu'alors nets d'impôts. Il est également rapporteur d'un texte relatif à la retenue pour vérification du droit au séjour et modifiant le délit d'aide au séjour irrégulier pour en exclure les actions humanitaires et désintéressées. Le texte est présenté à l'Assemblée nationale le 11 décembre 2012.
En décembre 2012, à la demande de Bruno Le Roux, président du groupe SRC, il pilote un groupe de travail sur la question de l'exil fiscal aux côtés notamment de Christian Eckert, rapporteur général du budget. Il est ainsi amené à interroger Hervé Falciani et prône la mise en place d'un statut particulier visant à protéger les « lanceurs d'alerte », qui sera finalement adopté par l'Assemblée. Après les aveux de Jérôme Cahuzac en avril 2013, Yann Galut est nommé rapporteur du projet de loi relatif à la lutte contre la fraude fiscale et la grande délinquance économique et financière, élaboré par l'exécutif en guise de réponse au scandale et présenté en Conseil des Ministres le 24 avril. Le texte final, adopté le 6 décembre 2013, prévoit notamment la création d'un parquet national consacré aux poursuites d'évadés fiscaux, la possibilité facilitée de mener des écoutes téléphoniques et le droit d'utiliser des fichiers volés dans le cadre d'une enquête. Le 3 avril 2014, il quitte la Commission des Lois pour intégrer la Commission des Finances.
À la suite du départ très médiatisé de l'acteur Gérard Depardieu pour la Belgique et la Russie, qu'il qualifie de « bras d'honneur », il propose de poursuivre les exilés fiscaux afin de les soumettre à l'impôt et de déchoir de leur nationalité ceux qui s'y refuseraient ; une proposition qui soulève cependant de sérieuses questions de constitutionnalité. L'acteur s'est par la suite moqué de cette déclaration. En janvier 2013, il s'est fait remarquer pour avoir échangé un baiser sur la bouche avec le député PS du Pas-de-Calais Nicolas Bays, en soutien aux manifestants en faveur du mariage homosexuel,.
Le 18 janvier 2013, il lance avec la sénatrice Patricia Schillinger et le député Alexis Bachelay un club au sein du Parti socialiste appelé La Gauche forte, conçu comme une cellule de riposte aux arguments du Front national et à la droitisation de l'UMP. En février 2014, il dirige un ouvrage publié au nom de La Gauche forte et intitulé Le Guide anti-FN . Début avril 2014, Yann Galut est amené à débattre avec Marine Le Pen lors de l'émission de France 2 Des paroles et des actes.
En juillet 2014, il participe à la création de Cohérence socialiste dont il est l'un des porte-paroles. Il publie avec Karine Berger, Valérie Rabault et Alexis Bachelay Contre la mort de la gauche.
En mars 2015, il est élu conseiller départemental du canton de Bourges-1 en tandem avec Francine Gay,.
En avril 2015, dans la perspective du Congrès socialiste de Poitiers, il est parmi les premiers signataires de la motion D "La fabrique socialiste", dont la première signataire est Karine Berger. Il devient membre du Bureau national du Parti socialiste.
Le 23 décembre 2015, il prend position contre la proposition faite par le président de la République devant les assemblées réunies en congrès d'inscrire dans la constitution la peine de déchéance de nationalité pour les terroristes français bénéficiant par ailleurs d'une autre nationalité. Alors qu'il y était favorable pour les coupables de délit de fraude fiscale, il justifie sa position en raison de la discrimination nouvelle introduite entre les Français par cette proposition de réforme constitutionnelle.
En mai 2016, il soutient avec des députés frondeurs la motion de censure "de gauche" contre la loi Travail. Le 6 juillet 2016, à l'occasion du deuxième passage de la Loi Travail devant l'assemblée nationale, il ne signe pas la motion de censure des députés frondeurs, des écologistes et des communistes. Cette mention de censure a échoué à deux voix près.
Le 18 juillet 2016, dans l'émission de radio "A rebrousse poil" présentée par Daniel Morin et diffusée sur France Inter, le lanceur d'alertes Philippe Pascot dénonce l'achat par Yann Galut de 3 costumes pour un montant de 1 800 €, après avoir fait venir un tailleur à l'Assemblée Nationale au mépris des règles de sécurité. 
Il est membre de l'équipe de campagne d'Arnaud Montebourg pour la primaire citoyenne de 2017 ; il est l'un de ses porte-parole. Après la victoire de Benoît Hamon à la primaire, il est nommé responsable thématique « Lutte contre l'évasion fiscale » de sa campagne présidentielle,.
Lors des élections législatives de juin 2017, il est battu au second tour, alors qu'il avait reçu le soutien de la France Insoumise, par Loïc Kervran (LREM) qui recueille 50,92 % des suffrages.

### Maire de Bourges
Le 1er décembre 2019, Yann Galut annonce sa candidature sur une liste d'union de la gauche aux élections municipales de 2020. Tête de liste, il obtient 32 % au premier tour et 55 % au second tour, face à la liste des Républicains menée par Philippe Mousny (45 %). Il est élu maire le 3 juillet 2020. Il annonce quitter le PS en octobre 2021.
Le 16 décembre 2022 Yann Galut et son équipe municipale dépose la candidature de Bourges comme Capitale Européenne de la Culture 2028. Le 13 décembre 2023 Bourges est désignée officiellement Capitale Européenne de la Culture pour l'année 2028 au côté de Ceske Budejovice en République tchèque et Skopje en Macédoine du Nord.